# Дупчанчия
Дупчанчия (бенг. ধুপচাঁচিয়া, англ. Dupchanchia) — город и муниципалитет на севере Бангладеш, административный центр одноимённого подокруга. Муниципалитет был основан в 2000 году. Площадь города равна 4,93 км². По данным переписи 2001 года, в городе проживало 18 312 человек, из которых мужчины составляли 51,33 %, женщины — соответственно 48,67 %. Уровень грамотности населения составлял 43,3 % (при среднем по Бангладеш показателе 43,1 %).